# Magnac-Lavalette-Villars
Magnac-Lavalette-Villars ist eine ehemalige französische Gemeinde mit 487 Einwohnern (Stand: 1. Januar 2022) im Département Charente in der Region Nouvelle-Aquitaine. Sie gehörte zum Arrondissement Angoulême. Die Bewohner werden Magnacois und Magnacoises genannt.
Der Erlass des Präfekten vom 16. September 2024 legte mit Wirkung zum 1. Januar 2025 die Eingliederung von Magnac-Lavalette-Villars als Commune déléguée zusammen mit der früheren Gemeinde Gardes-le-Pontaroux zur Commune nouvelle Magnac-lès-Gardes fest.

## Geografie

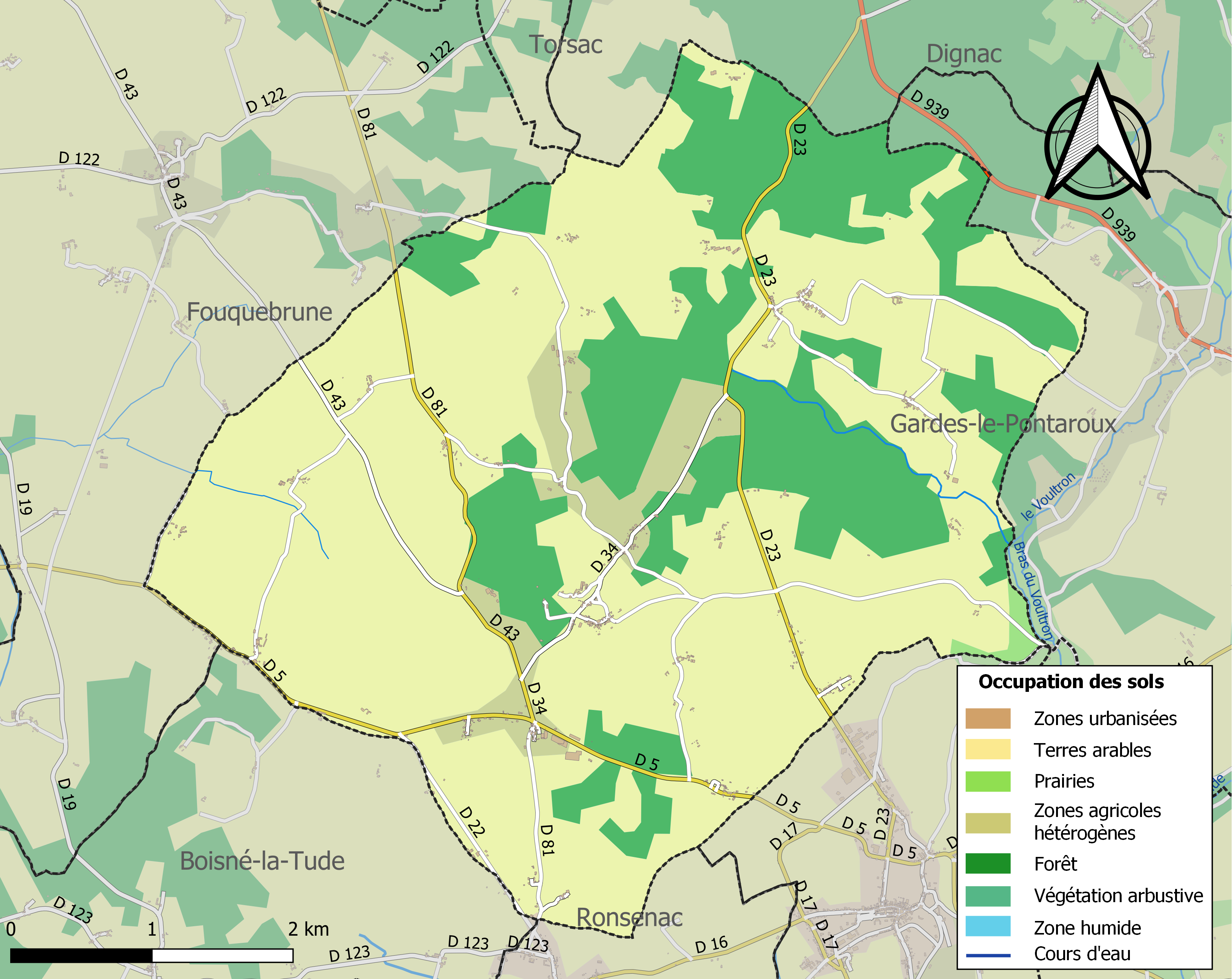
Bodennutzung, Hydrografie und Infrastruktur von Magnac-Lavalette-Villars (2018)

Magnac-Lavalette-Villars liegt etwa 18 Kilometer südöstlich von Angoulême in der historischen Provinz des Angoumois. Das Ortsgebiet wird entwässert von einem Seitenarm des Flüsschens Voultron, einem Nebenfluss der Lizonne, und von zwei zeitweise trockenfallenden Bächen. Das Zentrum liegt auf einer Höhe von etwa 175 m am Hang des Puy de Magnac, dessen maximale Höhe 223 m beträgt. Das Bodenrelief ist insgesamt hügelig und hat seinen tiefsten Punkt mit 103 m Höhe im Nordosten beim Austritt des Voultrons aus dem Ortsgebiet.
Teile des Gebiets von Magnac-Lavalette-Villars gehören zu den ZNIEFF-Naturzonen „Plaine de Fouquebrune“ (540015638) und „Mares de la Boussardie“ (540120091). Rund 74 % der Fläche von Magnac-Lavalette-Villars werden landwirtschaftlich genutzt, rund 26 % sind bewaldet.
Umgeben wird Magnac-Lavalette-Villars von den fünf Nachbargemeinden und der Commune déléguée:
|                | Dignac                                      |                                        |
| Fouquebrune    | Kompassrose, die auf Nachbargemeinden zeigt | Gardes-le-Pontaroux (Commune déléguée) |
| Boisné-La Tude | Ronsenac                                    | Villebois-Lavalette                    |

## Geschichte
Obwohl Magnac (Manhaco) erst im 14. Jahrhundert erstmals urkundlich erwähnt wird, weisen die romanischen Pfarrkirchen auf eine längere Besiedlungszeit der ehemaligen Gemeinden Magnac-Lavalette und Villars hin, die sich erst in den 1970er Jahren zu einer Gemeinde zusammenschlossen.

## Bevölkerungsentwicklung
| Jahr                       | 1962 | 1968 | 1975 | 1982 | 1990 | 1999 | 2006 | 2013 | 2020 |
| Einwohner                  | 328  | 291  | 319  | 317  | 365  | 363  | 415  | 423  | 459  |
| Quellen: Cassini und INSEE |      |      |      |      |      |      |      |      |      |

Im 19. Jahrhundert hatte Magnac-Lavalette-Villars meist zwischen 500 und 700 Einwohner; infolge der Reblauskrise im Weinbau und der Mechanisierung der Landwirtschaft sank die Einwohnerzahl seit etwa 1880 kontinuierlich auf die Tiefststände in den 1960er und 1970er Jahren ab.

## Sehenswürdigkeiten
- Die Pfarrkirche Saint-Étienne von Magnac-Lavalette stammt aus dem 12. Jahrhundert. Der Außenbau mit seiner flachschließenden Apsis und dem Vierungsturm ist vollkommen schmucklos gestaltet und macht einen wehrhaften Eindruck. Das Eingangsportal auf der Nordseite mit seinen unprofilierten Archivolten wird von einem schmalen Diamantstab überfangen; es ist der einzige Bauteil der Kirche, der seit 1926 als Monument historique[4] eingeschrieben ist.
- Der ebenfalls schmucklos und beinahe burgartig gestaltete Westteil der kleinen Pfarrkirche von Villars hinterlässt ebenfalls einen wehrhaften Eindruck. Der Bau ist – mit Ausnahme der Ecksteine und Fensterrahmungen – aus nahezu unbehauenen Bruchsteinen errichtet. Seitlich der Kirche steht ein Kalvarien- oder Hosianna-Kreuz.
- Das an der Flanke eines Hügels (45° 30′ 6″ N, 0° 14′ 30″ O) gelegene Bauensemble des Schlosses La Mercerie besteht aus einem im ausgehenden 19. Jahrhundert in neogotischem Stil erbauten Haupthaus und mehreren – von einem Brüderpaar in den 1940er bis 1970er Jahren auf einer großen Grundfläche in Angriff genommenen – Annexbauten im Renaissance-Stil, die jedoch allesamt unvollendet geblieben sind. Der gesamte Baukomplex sollte ein ‚Versailles der Charente‘ werden. Das Schloss befindet sich in Privatbesitz und ist seit 2012 als Monument historique[5] eingeschrieben. Ein sich anschließendes Arboretum mit einem Rosengarten ist jedoch der Öffentlichkeit zugänglich.

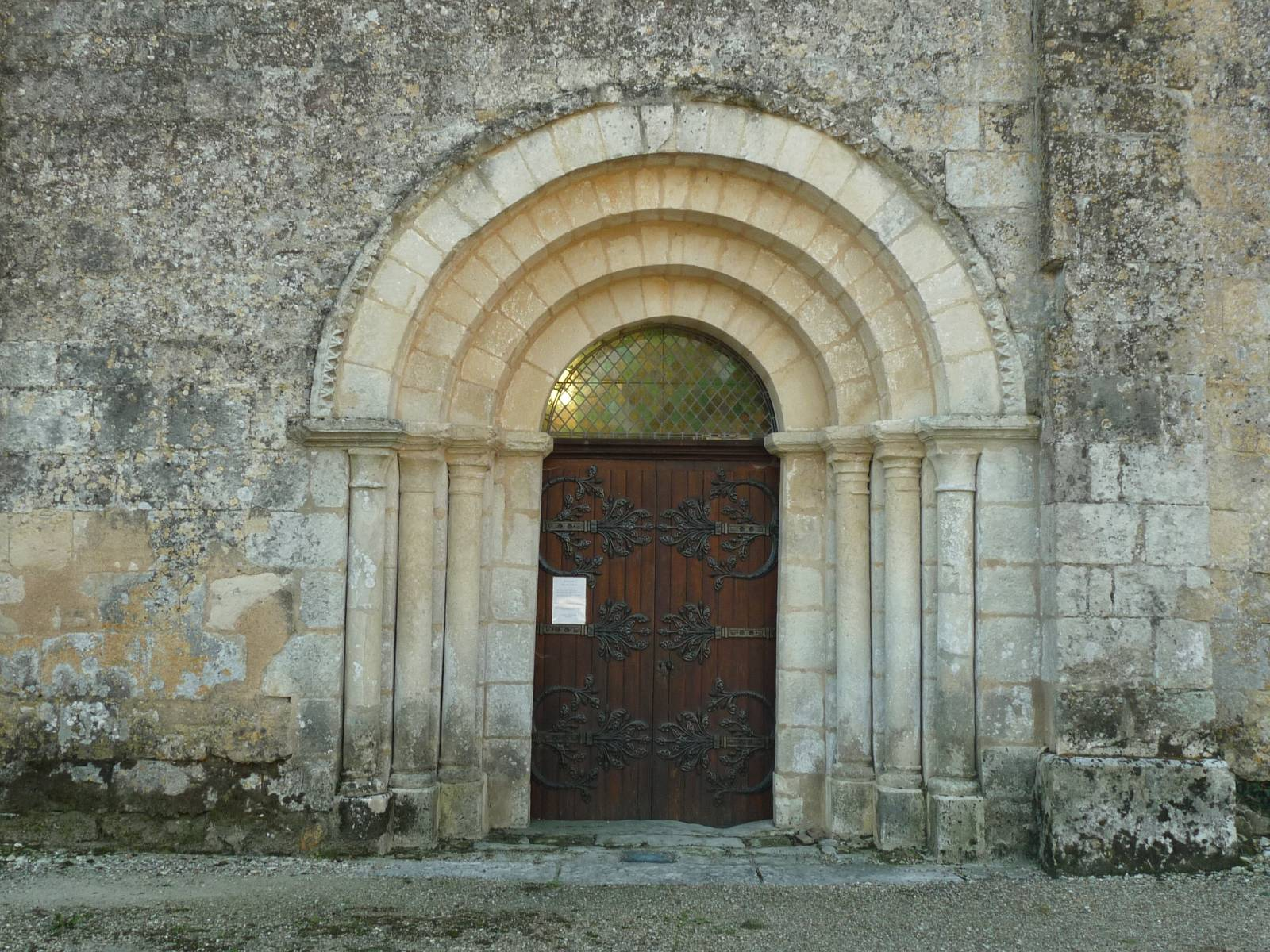
Nordportal der Kirche Saint-Étienne
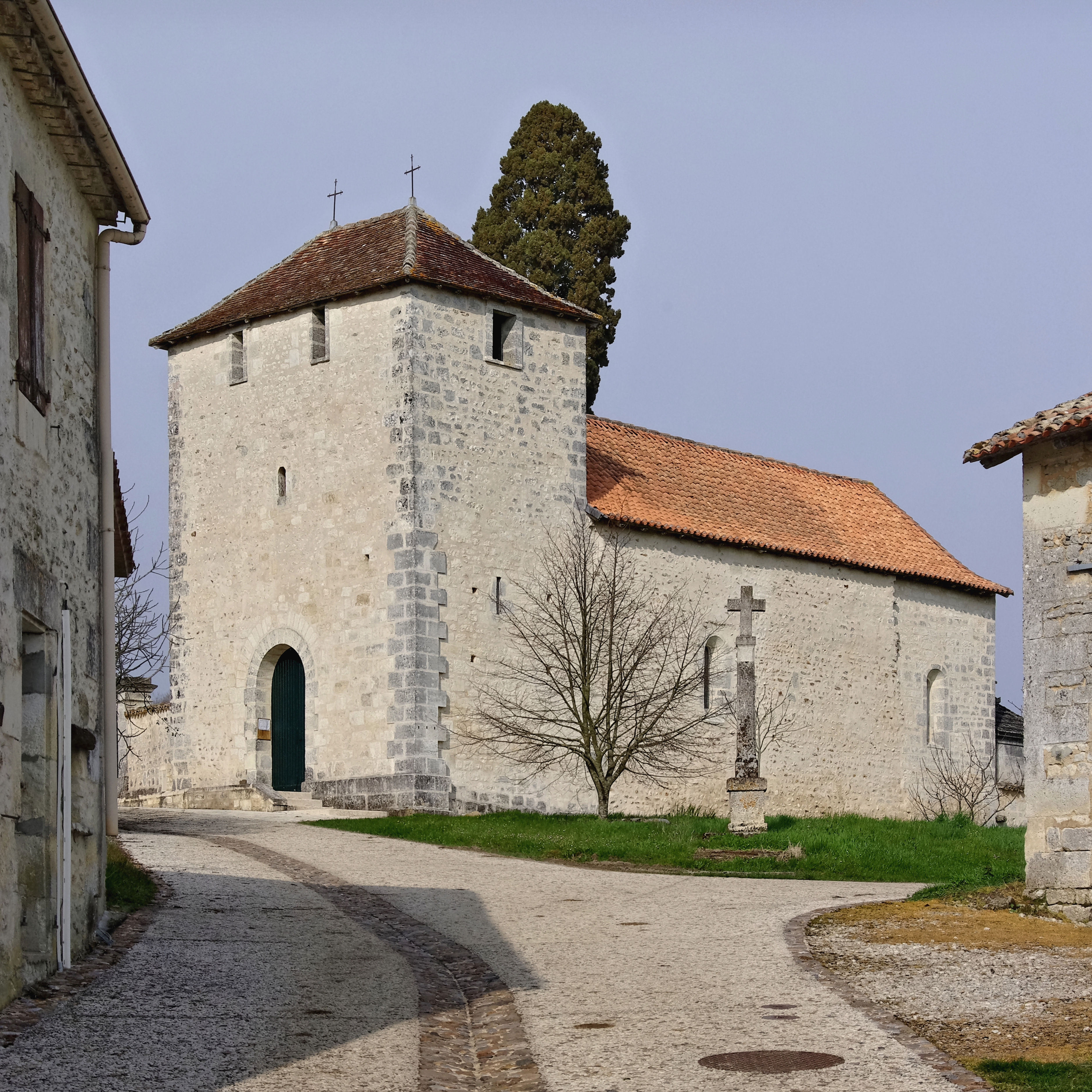
Dorfkirche in Villars
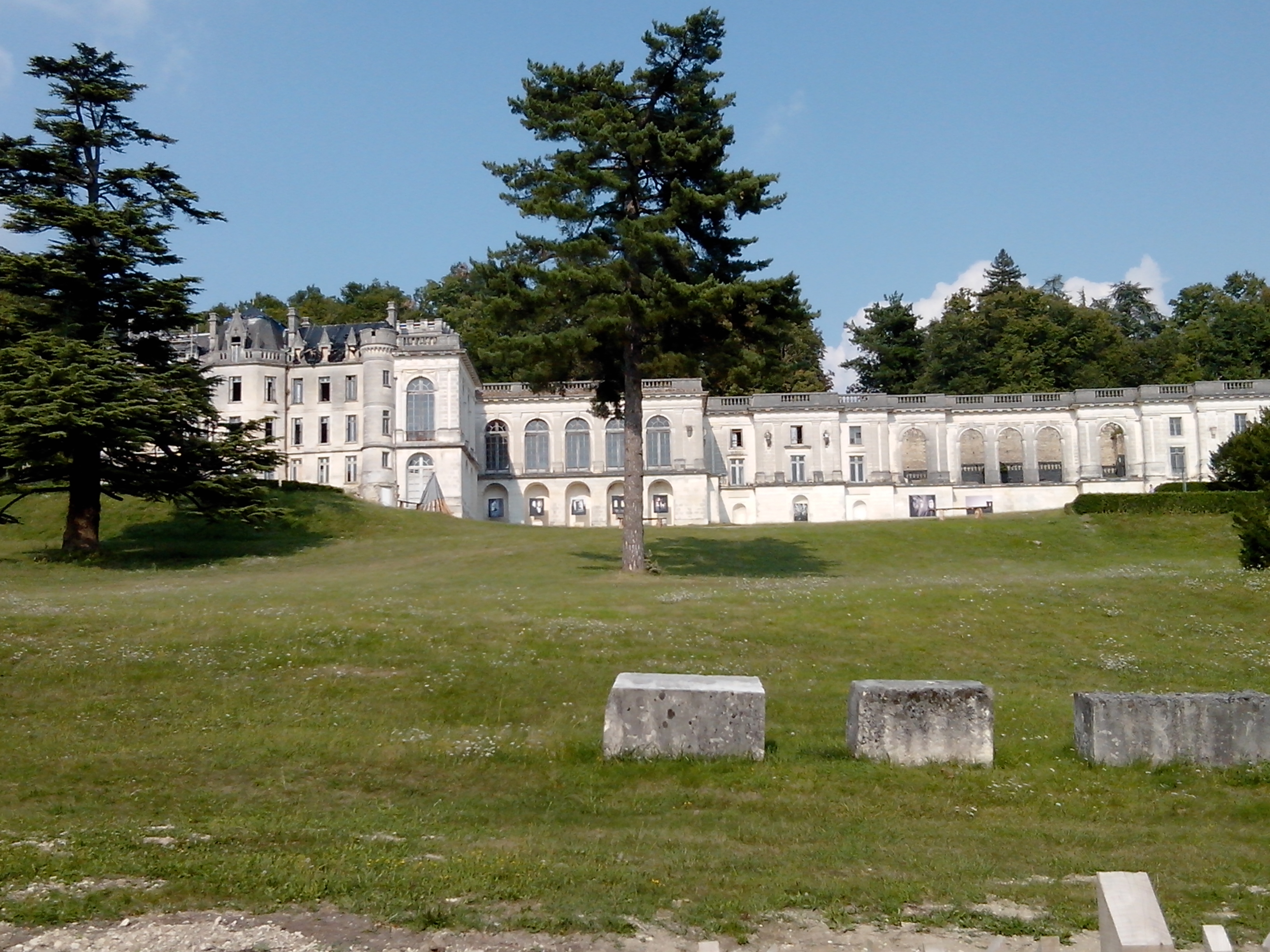
Fassade des Schlosses La Mercerie

## Wirtschaft
Die Einwohner von Magnac-Lavalette-Villars lebten jahrhundertelang nach den Prinzipien der Selbstversorgung von der Landwirtschaft; Marktstädte waren viel zu weit entfernt. Die Böden des Orts sind in hohem Maße bewaldet (Forêt d’Horte); sie gehören jedoch theoretisch noch zu den Bons Bois des Weinbaugebietes Cognac, doch sind die Absätze bei teuren Weinbränden und selbst bei Wein in den letzten Jahrzehnten eher rückläufig, so dass der Weinbau keine Rolle mehr spielt. Einnahmen aus dem Tourismus, insbesondere der Vermietung von Ferienwohnungen (gîtes), sind dagegen seit den 1960er Jahren deutlich wichtiger geworden.